# Айша-Биби (ватерпольный клуб)
«Айша-Биби»  (каз. Айша бибi) — женский ватерпольный клуб из Тараза. Является базовым клубом женской сборной Казахстана по водному поло.

## История
Тараз традиционно является главным в Казахстане центром женского водного поло. В конце 1980-х — в начале 1990-х годов среди лидеров советского женского водного поло была команда «Химик» из Джамбула (советское название Тараза), представлявшее местное производственное объединение «Химпром». Именно джамбулский «Химик» выиграл в 1991 году последний в истории СССР чемпионат по водному поло среди женщин.
Ватерпольный клуб «Айша-Биби» был создан в январе 2011 года при поддержке акимата Жамбылской области. Так как в Казахстане не проводится национальный чемпионат по водному поло среди женских команд, то «Айша-Биби» стал участником открытого российского чемпионата. Начиная с 5-го тура участвовал в чемпионате России 2010/2011 годов, сумев занять 8-е место.
В сезоне 2011/12 «Айша-Биби» занял 6-е место при 10 участниках.
Юниорская команда клуба выступила впервые в первенстве России среди девушек 1995 года рождения и заняла 4-место (при 12 командах-участниках), показав хороший уровень подготовки резерва клуба.
В июле команда завоевала золотые медали чемпионата Казахстана, ватерполистки «Айша-Биби» в основном составе сборной Жамбыльской области выиграли I место на летней Спартакиаде Республики Казахстан.
Чемпионат России среди женских команд сезона 2016/2017 годов команда завершила на 6-м месте при 10 клубах-участниках.

### Чемпионаты России
Ниже указаны места, занятые клубом «Айша-Биби» в открытых чемпионатах России:
- 2010/2011 — 8-е место
- 2011/2012 — 7-е место
- 2012/2013 — 7-е место
- 2013/2014 — 6-е место
- 2014/2015 — 6-е место
- 2015/2016 — Место не определено
- 2016/2017 — 6-е место[4]

## Игроки
Многие игроки ВПК «Айша-Биби» привлекаются в сборную Казахстана. Среди них: Галина Рытова, Людмила Чегодаева, Айжан Акилбаева, Анна Турова, Камила Закирова-Марьина, Екатерина Гариева, Асель Джакаева, Александра Роженцева, Асем Мусарова.

## Руководство
Главным тренером клуба с момента создания является А. Н. Сазыкин, старший тренер РК, тренер женской сборной Республики Казахстан по водному поло.